# Апраксин, Александр Фёдорович
граф Алекса́ндр Фёдорович Апра́ксин (1733—1792) — российский аристократ из рода Апраксиных.
Второй сын графа Фёдора Андреевича Апраксина и графини Александры Михайловны Шереметьевой, родной внучки фельдмаршала Бориса Петровича Шереметьева и Евдокии Григорьевны Нарышкиной.

## Биография
После смерти отца, по разделу с другими родственниками, Александру Фёдоровичу достались 2618 крестьян (1756). Служил в чине капитан-поручик в Измайловском полку и отставлен от службы в звании капитана (04 апреля 1762). На месте деревянной церкви в селе Никитское Московского уезда построенной предком Фёдором Матвеевичем Апраксиным, возвел каменную, ныне существующую церковь Владимирской иконы Божией матери. Продал дом-особняк (ул. Миллионная № 22), который ему достался от отца, камер-юнкеру Василию Семёновичу Васильчикову (1773).
Погребён в Александро-Невской лавре. Могила с гранитным надгробным саркофагом сохранилась до наших дней. На могильном камне написано сверху под православным крестом: «Помяни Господи во Царствии Твоём душу раба Божия Александра», а сбоку: «На сем месте погребено тело Его сиятельства графа Александра Фёдоровича Апраксина, который представился 1792 г. июня 15 дня в 2 часа по полудни, имел 58 лет, ? месяцев и 15 дней». Вокруг надгробного камня установлена кованная ограда.

## Семья
Женат на княжне Натальи Ивановне Одоевской (ум. после 1798). В супружестве они оставили многочисленное потомство:
- Александра Александровна
- Прасковья Александровна
- Фёдор Александрович,  генерал-майор.
- Иван Александрович (1756—1818), генерал-лейтенант.
- Екатерина Александровна (1758—1832), скончалась в девицах.
- Софья Александровна (ум. 1822), вторая супруга с 27 апреля 1798 года[1] поручика Ивана Семёновича Аничкова.
- Варвара Александровна (1764—1830), супруга вице-адмирала И. М. Колокольцова (1752—1821), погребена в Александро-Невской лавре.
- Николай Александрович (02.06.1768[2]— ?), крещен 5 июня 1768 года в Спасо-Конюшенной церкви при восприемстве сестры Александры, генерал-майор, безбрачен.
- Дмитрий Александрович, умер в безбрачии.
- Елизавета Александровна (1775—29.11.1854; Петербург), замужем за маркизом Карлом Карловичем де Виллеро (ум. 1805), служившего капитаном в Преображенском полку и погибшего на Аустерлицком сражении (1805).